# Gauntlet hadművelet
A Gauntlet hadművelet (angolul: Operation Gauntlet) egy szövetséges hadművelet volt a második világháború idején, 1941. augusztus 25 - szeptember 3 között, a Norvégiához tartozó Nyugati-föld (Spitsbergen) szigeten. A hadművelet célja volt a Longyearbyen környéki norvég és a Barentsburg környéki szovjet szénbányák megsemmisítése, ezáltal megakadályozva, hogy a németek egy esetleges invázió esetén használhassák azokat. Az akció teljes sikerrel zárult. Habár a német csapatok partra szálltak a szigeten, a szénbányák nélkül már nem tartották fontosnak az ellenőrzését, így csak egy meteorológiai állomást működtettek rajta, a háború végéig.

## Előzmények
A Wehrmacht 1940-ben megszállta Norvégiát, majd 1941. június 22-én megtámadta a Szovjetuniót. A német támadás miatt szorosabbra fűződtek Nagy-Britannia és a Szovjetunió kapcsolatai, sőt a szovjetek igényelték a brit flotta jelenlétét a Jeges-tengeren. A britek logisztikai nehézségek miatt kezdetben csak tengeralattjárókat küldtek a térségbe, de júliusban Scapa Flow térségében létrehozták a K csoportot, Philip Vian ellentengernagy parancsnoksága alatt, melyet az Arktisz környéki területek védelmével bíztak meg.
1941 júliusának végén a brit hajók kikötöttek Spitsbergen partjainál. A helyi lakosság segítségével megtöltöttek egy hajót szénnel, melyet Nagy-Britanniába szállítottak, otthagytak azonban a sziget partjainál három brit hajót Ragnvald Tamber norvég hadnagy parancsnoksága alatt.
A K csoport az Egyesült Királyságba való hazatérés közben "meglátogatta" Bjørnøya szigetet, ahol elpusztították a helyi meteorológiai támaszpontot és annak norvég személyzetét evakuálták. Ez az akció riadóztatta a németeket, akik repülőgépekkel támadtak a brit hajókra, de nem okoztak komoly veszteséget.
Visszatérve Londonba, Vian kifejtette nézetét a sziget egy esetleges brit inváziójáról, kijelentve, hogy a megszállást könnyűszerrel végre lehetne hajtani, de a sziget éghajlata nem teszi lehetővé, hogy a térséget haditengerészeti támaszpontnak használják. A brit katonai vezetés így elvetette a megszállás tervét, majd Churchill, a londoni szovjet nagykövet és VII. Haakon norvég király megegyeztek abban, hogy a szigeten található bányákat és üzemanyag készletet haladéktalanul meg kell semmisíteni, majd a barentsburgi orosz lakosságot haza kell szállítani, míg a norvég lakosokat Nagy-Britanniába evakuálni.

## A hadművelet
A Spitzbergenre küldendő csapatok nagy részét a kanadai 2. gyalogos hadosztályból válogatták ki, akiket brit és norvég emigráns műszaki katonákkal egészítettek ki. A szigetre küldendő csapat (a hajók személyzete nélkül) összesen 645 főt tett ki, ebből 527 kanadai volt. A csapatokat az RMS Empress of Canada hajó szállította, a csapatszállítót két brit cirkáló, a HMS Nigeria és a HMS Aurora, valamint öt romboló kísérte.
A csapatok augusztus 25-én szálltak partra a szigeten. Ellenállással nem találkoztak, a szigetlakók pedig kitörő örömmel üdvözölték a katonákat. Előbb a barentsburgi szovjet bányákat semmisítették meg, majd az ott dolgozó 2000 szovjet bányászt Arhangelszkbe szállították az RMS Empress of Canada fedélzetén. Barentsburg után a longyearbyeni szénbányákat tették használhatatlanná, majd megsemmisítették a szigeten levő üzemanyag tartalékokat is, 1000 tonna szenet azonban érintetlenül hagytak, arra az esetre, ha a jövőben szövetséges csapatok kötnének ki itt. Ezt követően a szövetségesek nyolc ott talált hajóval megerősítve és a helyi norvég lakosságot is hajóra rakva, visszahajóztak Nagy-Britanniába, ahova szeptember 3-án érkeztek meg. Az akció veszteségek nélkül zárult.